# Gouvernement Khristófias
 (août 2023).
Si vous disposez d'ouvrages ou d'articles de référence ou si vous connaissez des sites web de qualité traitant du thème abordé ici, merci de compléter l'article en donnant les références utiles à sa vérifiabilité et en les liant à la section « Notes et références ».
République de Chypre
Papadópoulos Anastasiádis I
Le gouvernement Khristófias (en grec moderne : Κυβέρνηση Δημήτρης Χριστόφιας) est le gouvernement de la République de Chypre entre le 29 février 2008 et le 1er mars 2013.

## Historique du mandat
Dirigé par le nouveau président de la République communiste Dimítris Khristófias, précédemment président de la Chambre des représentants, ce gouvernement est constitué et soutenu par une coalition de centre gauche entre le Parti progressiste des travailleurs (AKEL), le Parti démocrate (DIKO) et le Mouvement pour la démocratie sociale (EDEK). Ensemble, ils disposent initialement de 34 représentants sur 56, soit 60,7 % des sièges de la Chambre des représentants.
Il est formé à la suite de l'élection présidentielle des 17 et 24 février 2008.
Il succède donc au gouvernement du président Tássos Papadópoulos, constitué d'une alliance entre le DIKO et l'EDEK, dont l'AKEL était initialement membre.

### Formation
Lors du premier tour du scrutin présidentiel, le candidat du Rassemblement démocrate (DISY) Ioánnis Kasoulídis arrive en tête de justesse, devançant Khristófias de 0,2 points. Avec 31,8 % des voix, Papadópoulos termine troisième et se trouve ainsi éliminé du second tour, organisé une semaine plus tard. Il apporte alors son soutien à Khristófias, qui s'impose avec plus de 53 % des suffrages exprimés. Il devient ainsi le premier chef d'État et/ou de gouvernement communiste de l'Union européenne.
Il forme le 1er mars suivant un gouvernement de 11 ministres, dont une femme et un indépendant.
Aux élections législatives du 22 mai 2011, le DISY confirme sa position de premier parti de Chypre tandis que l'AKEL se renforce. La coalition qui constitue l'exécutif perd seulement un siège de député et conserve ainsi sa majorité absolue avec 33 représentants sur 56, soit 58,9 % des sièges de la Chambre des représentants.
Le président de la République procède le 5 août 2011 à un ample remaniement ministériel, près d'un mois après une explosion sur une base navale ayant fait 13 morts, dont le chef d'état-major de la marine chypriote.

### Succession
Très affaibli par les conséquences de la crise économique mondiale, Dimítris Khristófias renonce à solliciter un second mandat à l'élection présidentielle de 2013. Alors que l'AKEL investit le ministre de la Santé Stávros Malás, le DIKO renonce à présenter un candidat et soutient celui du DISY Níkos Anastasiádis.
Vainqueur au second tour face à Malas avec plus de 57 % des voix le 24 février, Anastasiádis constitue une semaine plus tard son premier gouvernement, rassemblant le DISY, le DIKO et le Parti européen (EVROKO).

## Composition

### Initiale (1ermars 2008)
| Poste                                                                      | Titulaire | Titulaire                                                | Parti |
| -------------------------------------------------------------------------- | --------- | -------------------------------------------------------- | ----- |
| Président de la République                                                 |           | Dimítris Khristófias                                     | AKEL  |
| Ministre des Affaires étrangères                                           |           | Márkos Kyprianoú                                         | DIKO  |
| Ministre de l'Intérieur                                                    |           | Neoklís Sylikiótis                                       | AKEL  |
| Ministre des Finances                                                      |           | Kharílaos G. Stavrákis                                   | Sans  |
| Ministre du Commerce, de l'Industrie et du Tourisme                        |           | Antónis Paschalídes                                      | DIKO  |
| Ministre du Travail et de la Sécurité sociale                              |           | Sotiroúla Kharalámbous                                   | AKEL  |
| Ministre de l'Agriculture, des Ressources naturelles et de l'Environnement |           | Michalis Polynikis                                       | EDEK  |
| Ministre de l'Éducation et de la Culture                                   |           | Andréas Dimitríou                                        | AKEL  |
| Ministre de la Justice et de l'Ordre public                                |           | Kypros Khrysostomides (jusqu'au 22/12/2008) Loucas Louca | AKEL  |
| Ministre de la Défense                                                     |           | Kóstas Papakóstas                                        | AKEL  |
| Ministre des Communications et des Travaux publics                         |           | Níkos Nikolaídes                                         | EDEK  |
| Ministre de la Santé                                                       |           | Khrístos Patsalídes                                      | AKEL  |

### Remaniement du2 mars 2010
- Les nouveaux ministres sont indiqués en gras, ceux ayant changé d'attributions en italique.

| Poste                                                                      | Titulaire | Titulaire               | Parti |
| -------------------------------------------------------------------------- | --------- | ----------------------- | ----- |
| Président de la République                                                 |           | Dimítris Khristófias    | AKEL  |
| Ministre des Affaires étrangères                                           |           | Márkos Kyprianoú        | DIKO  |
| Ministre de l'Intérieur                                                    |           | Neoklís Sylikiótis      | AKEL  |
| Ministre des Finances                                                      |           | Kharílaos G. Stavrákis  | Sans  |
| Ministre du Commerce, de l'Industrie et du Tourisme                        |           | Antónis Paschalídes     | DIKO  |
| Ministre du Travail et de la Sécurité sociale                              |           | Sotiroúla Kharalámbous  | AKEL  |
| Ministre de l'Agriculture, des Ressources naturelles et de l'Environnement |           | Dimítris Iliádis        | Sans  |
| Ministre de l'Éducation et de la Culture                                   |           | Andréas Dimitríou       | AKEL  |
| Ministre de la Justice et de l'Ordre public                                |           | Loucas Louca            | AKEL  |
| Ministre de la Défense                                                     |           | Kóstas Papakóstas       | AKEL  |
| Ministre des Communications et des Travaux publics                         |           | Erató Kozákou-Markoullí | Sans  |
| Ministre de la Santé                                                       |           | Khrístos Patsalídes     | AKEL  |

### Remaniement du5 août 2011
- Les nouveaux ministres sont indiqués en gras, ceux ayant changé d'attributions en italique.

| Poste                                                                      | Titulaire | Titulaire                                                                    | Parti |
| -------------------------------------------------------------------------- | --------- | ---------------------------------------------------------------------------- | ----- |
| Président de la République                                                 |           | Dimítris Khristófias                                                         | AKEL  |
| Ministre des Affaires étrangères                                           |           | Erató Kozákou-Markoullí                                                      | Sans  |
| Ministre de l'Intérieur                                                    |           | Neoklís Sylikiótis (jusqu'au 21/03/2012) Eléni Mávrou                        | AKEL  |
| Ministre des Finances                                                      |           | Kikis Kazamias (jusqu'au 16/03/2012) Vassos Shiarly (à partir du 23/03/2012) | AKEL  |
| Ministre du Commerce, de l'Industrie et du Tourisme                        |           | Praxoúla Antoniádou (jusqu'au 21/03/2012)                                    | DIKO  |
| Ministre du Commerce, de l'Industrie et du Tourisme                        |           | Neoklís Sylikiótis                                                           | AKEL  |
| Ministre du Travail et de la Sécurité sociale                              |           | Sotiroúla Kharalámbous                                                       | AKEL  |
| Ministre de l'Agriculture, des Ressources naturelles et de l'Environnement |           | Sofoklis Aletraris                                                           | EDEK  |
| Ministre de l'Éducation et de la Culture                                   |           | Giorgos Demosthenous                                                         | AKEL  |
| Ministre de la Justice et de l'Ordre public                                |           | Loucas Louca                                                                 | AKEL  |
| Ministre de la Défense                                                     |           | Dimítris Iliádis                                                             | Sans  |
| Ministre des Communications et des Travaux publics                         |           | Efthýmios Flouréntzos                                                        | Sans  |
| Ministre de la Santé                                                       |           | Stávros Malás (jusqu'au 15/10/2012)                                          | AKEL  |
| Ministre de la Santé                                                       |           | Androúlla Agrótou                                                            | Sans  |